# Chris Clemons
Christopher Adam Clemons (ur. 23 lipca 1997 w Raleigh) – amerykański koszykarz, występujący na pozycji rozgrywającego, obecnie zawodnik Maine Celtics.
21 stycznia 2021 został zwolniony przez Houston Rockets. 23 października 2021 zawarł umowę z Maine Celtics. 29 grudnia 2021 podpisał 10-dniowy kontrakt z Atlantą Hawks. 8 stycznia 2022 powrócił do Maine Celtics.

## Osiągnięcia
Stan na 15 stycznia 2022, na podstawie, o ile nie zaznaczono inaczej.
NCAA
- Mistrz sezonu regularnego konferencji Big South (2019)
- Koszykarz roku Big South (2019)[8]
- Najlepszy pierwszoroczny koszykarz Big South (2016)
- MVP:
  - meczu gwiazd NCAA – Reese's College All-Star Game (2019)
  - turnieju Portsmouth Invitational Tournament (2019)
- Zaliczony do:
  - I składu:
    - Big South (2017–2019)
    - turnieju Big South (2017, 2019)
    - najlepszych pierwszorocznych zawodników Big South (2016)

  - II składu Big South (2016)
  - III składu All-American (2019 przez USBWA)
  - składu honorable mention All-American (2019 przez Associated Press)
- Lider:
  - strzelców:
    - NCAA (2019)[9]
    - Big South (2017–2019)

  - NCAA w liczbie oddanych rzutów za 3 punkty (389 – 2019)
  - Big South w liczbie:
    - celnych rzutów:
      - z gry (2017–2019)
      - za 3 punkty (2017, 2019)
      - wolnych (2017–2019)

    - oddanych rzutów:
      - z gry (2016–2019)
      - za 3 punkty (2016–2019)
      - wolnych (2017–2019)

  - wszech czasów konferencji Big South w:
    - liczbie:
      - zdobytych punktów (3225)
      - celnych (1024) i oddanych (2307) rzutów z gry
      - celnych (444) i oddanych (1224) rzutów za 3 punkty
      - celnych (733) i oddanych (860) rzutów wolnych

    - średniej zdobytych punktów (24,8)
    - skuteczności rzutów wolnych (85,2%)
- Zawodnik tygodnia:
  - NCAA według USBWA (3.02.2019)
  - Big South (5.12.2016, 28.11.2016, 18.12.2017, 15.01.2018, 12.02.2018, 19.11.2018, 26.11.2018, 4.02.2019, 18.02.2019, 25.02.2019, 3.03.2019, 12.11.2018)